# Calycomyza colombiana
Calycomyza colombiana este o specie de muște din genul Calycomyza, familia Agromyzidae, descrisă de Mitsuhiro Sasakawa în anul 1992.
Este endemică în Columbia. Conform Catalogue of Life specia Calycomyza colombiana nu are subspecii cunoscute.